# Gruž
Gruž, antigament Gravosa, és un barri de la part occidental de la ciutat de Dubrovnik a Croàcia, a uns 2 km al nord-oest de la Ciutat Vella. Té una població d'aproximadament 15.000 persones. El port principal de Dubrovnik es troba a Gruž, així com el seu mercat més gran i l'estació principal d'autobusos "Libertas".
Situada a la costa, està separada de la península de Lapad per un entrant de mar que es diu Uvala Gruž (badia de Gruž). Té com a edifici més destacat el campanar, que sona a les 6 del matí i de la tarda. Aquest port fou construït després del terratrèmol de 1667, però actualment té modernes instal·lacions que acullen grans vaixells.
A partir del desembre de 1910, Gruž va ser el punt final de l'ara desaparegut tramvia de Dubrovnik que va deixar de funcionar l'any 1970 després d'un accident mortal on el tramvia va relliscar dels seus rails i va aterrar al parc davant de Pile Gate. Des de llavors, la línia ha estat substituïda per línies d'autobús.

## Campanar
El Campanar de Gruž és una torre situada a la badia de Gruž (Uvala Gruž), just enfront del port, amb una petita església annexa. Les campanes toquen a les 6 del matí i a les 6 de la tarda. Al seu entorn, a més del port principal de Dubrovnik (Croàcia), es troba un petit jardí, i a la dreta l'emblemàtic hotel Petka.